# كلايد مارتن
كلايد مارتن (بالإنجليزية: Clyde Martin)‏ هو عالم أمريكي، ولد في 2 يناير 1918، وتوفي في 5 ديسمبر 2014.

## وصلات خارجية
- كلايد مارتن على موقع IMDb (الإنجليزية)